# James I của Anh
James VI và I (19 tháng 6 năm 1566 – 27 tháng 3 năm 1625) là vua Scotland với vương hiệu là James VI, và là vua Anh và vua Ireland với vương hiệu là James I. Ông trị vì ở Scotland với vương hiệu James VI từ ngày 24 tháng 7 năm 1567, khi ông mới một tuổi và kế vị mẹ của mình là Mary, Nữ vương của người Scotland. Các người nhiếp chính đã cai quản khi ông còn nhỏ và chỉ chính thức chấm dứt năm 1578, dù ông không có đầy đủ quyền kiểm soát triều chính cho đến năm 1581. Ngày 24 tháng 3 năm 1603, với vương hiệu là James I, ông đã kế vị quốc vương nhà Tudor cuối cùng của Anh và Ireland, Elizabeth I, khi Elizabeth I băng hà mà không có người nối dõi. Sau đó ông trị vì Anh, Scotland và Ireland trong 22 năm, cho đến khi ông băng hà ở tuổi 58.
James giành được phần lớn mục tiêu của ông ở Scotland nhưng lại phải đối mặt với nhiều khó khăn lớn ở Anh, bao gồm cả vụ âm mưu thuốc súng năm 1605 và các xung đột liên tục với Nghị viện Anh.

## Thời thơ ấu

### Chào đời và lên ngôi

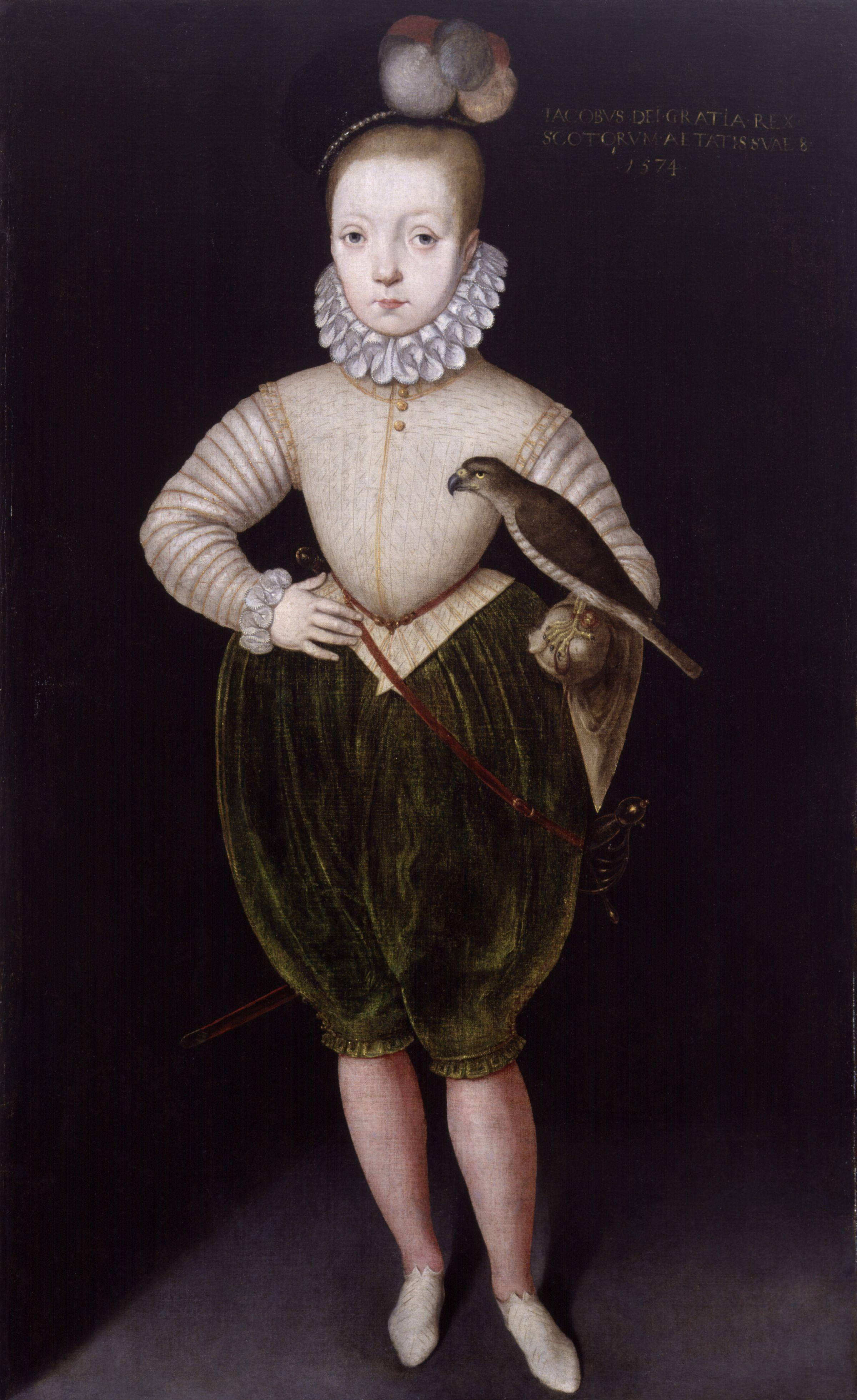
Tranh vẽ James I khi còn là một cậu bé, bởi Arnold Bronckorst, 1574

James là con trai duy nhất của nữ vương Mary I của Scotland với người chồng thứ hai, Henry Stuart, Huân tước Darnley. Cả Mary và Darnley đều là chắt của Henry VII của Anh thông qua Margaret Tudor, con gái Henry VII, chị gái của Henry VIII. Địa vị của nữ vương Mary ở Scotland không vững chắc; cả bà và chồng bà, là người Công giáo Roma, phải đối mặt với một cuộc nổi loạn của giới quý tộc Kháng Cách. Trong hôn nhân nhiều trắc trở của Mary và Darnley. Darnley ngấm ngầm liên minh với lực lượng phiến quân và âm mưu giết người thư ký của Nữ vương, David Rizzio, chỉ ba tháng trước khi James chào đời.
James sinh ra vào ngày 19 tháng 6, 1566 tại Lâu đài Edinburgh, Với thân phận con trai cả và người thừa kế của nữ vương, James ngay lập tức được phong làm Công tước Rothesay, Hoàng tử và Great Steward của Scotland. Ông được rửa tội "Charles James" vào ngày 17 tháng 12, năm 1566 trong một buổi lễ Công giáo tổ chức tại lâu đài Stirling. Cha mẹ đỡ đầu của ông là Charles IX của Pháp (đại diện bởi John, bá tước của Brienne), Elizabeth I của Anh (đại diện bởi Bá tước Bedford), và Emmanuel Philibert, Công tước xứ Savoy (đại diện bởi đại sứ Philibert du Croc (As the Earl of Bedford was a Protestant, his place in the ceremony was taken by Jean, Countess of Argyll (Willson 1963, tr. 17)). Mary từ chối để cho Tổng Giám mục của St Andrews, người mà bà gọi là "một linh mục có thẹo", nhổ vào miệng của trẻ, như sau đó bà đã đổi ý.
Phụ thân của James, Darnley, đã bị ám sát vào ngày 10 Tháng 2, năm 1567 tại Kirk o 'Field, Edinburgh, có lẽ để trả thù cho cái chết của Rizzio. James thừa kế danh hiệu của cha ông là Công tước xứ Albany và Bá tước của Ross. Mary là đã không được lòng dân, và cuộc hôn nhân của mình vào ngày 15 tháng 5 năm 1567 với James Hepburn, Bá tước thứ 4 xứ Bothwell, người bị tình nghi là giết Darnley, càng làm giảm sút uy tín của hoàng gia. Tháng 6 năm 1567, quân Kháng Cách bắt giữ nữ hoàng và giam cầm bà ở Lâu đài Loch Leven; bà không bao giờ nhìn thấy con trai mình một lần nữa, sau đó bị buộc phải thoái vị vào ngày 24 Tháng 7 năm 1567; nhường ngôi cho cậu bé James mới một tuổi và quyền nhiếp chính nằm trong tay anh trai khác mẹ của bà, James Stewart, Bá tước của Moray.

### Chế độ nhiếp chính

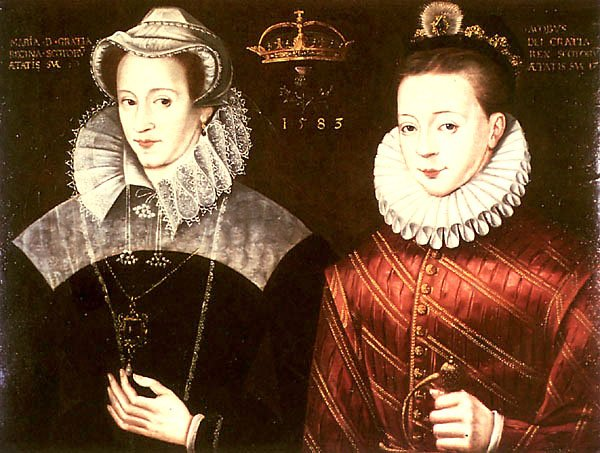
James (bên phải) đứng bên cạnh người mẹ, Mary (bên trái). Trong thực tế họ bị chia cắt từ khi ông vẫn còn là một cậu bé.

James được chăm sóc bởi John Erskine, Bá tước của Mar và phu nhân ông này trong lâu đài Stirling. James chính thức lên ngôi vua Scotland khi mới 13 tháng tuổi tại Nhà thờ hoàng gia bởi Adam Bothwell, giám mục Orkney, vào ngày 29 tháng 7, 1567. Phù hợp với các đức tin của phần lớn người cầm quyền tại Scotland, James được nuôi dưỡng trong đức tin Kháng Cách. Hội đồng Cơ mật chọn George Buchanan, Peter Young, Adam Erskine (cha xứ Cambuskenneth), và David Erskine (cha xứ Dryburgh) như James của chúng sanh thân hoặc gia sư. Thầy giáo của nhà vua khi trẻ, Buchanan bị James đánh đập thường xuyên nhưng cũng truyền cho ông niềm đam mê cho văn học và nghệ thuật. Buchanan tìm cách biến James thành một người tin cẩn đức tin Thiên Chúa, vua Tin Lành, người chấp nhận những hạn chế của chế độ quân chủ, như được nêu trong cuốn chuyên luận De Jure Regni apud Scotos.
Năm 1568, Mary trốn thoát khỏi Lâu đài Loch Leven, dẫn đến nhiều năm xung đột lẻ tẻ. Bá tước của Moray đánh bại quân của Mary tại trận Langside, buộc bà phải chạy trốn sang Anh, nơi cô sau đó đã bị cầm tù bởi nữ vương Elizabeth. Ngày 23 Tháng 1 năm 1570, Moray đã bị ám sát bởi James Hamilton của Bothwellhaugh. Các nhiếp chính tiếp theo cho James gồm Matthew Stewart, Bá tước thứ tư của Lennox, người một năm sau đó đã bị trọng thương bởi cuộc tấn công vào lâu đài Stirling thực hiện bởi những người ủng hộ của Mary. Người kế nhiệm ông, bá tước Mar, "mắc một bệnh kịch liệt", và qua đời vào ngày 28 tháng 10 năm 1572 tại Stirling. Bệnh của Mar,theo viết James Melville, bắt đầu từ sau một bữa tiệc tại Dalkeith Palace do James Douglas, Bá tước thứ tư của Morton tổ chức.
Morton, người nhiếp chính tiếp theo, đã chứng tỏ mình là người nhiếp chính có hiệu quả nhất trong suốt triều đại James VI, nhưng lại là một người quá tham lam. Ông ta mất đi sự ủng hộ khi một người đến từ Pháp là Esme Stewart, Công tước thứ nhất của Lennox, chú họ của nhà vua đến Scotland và nhanh chóng nhận được sự tín nhiệm của nhà vua. Ngày 2 tháng 6 năm 1581, Morton bị hành quyết vì bị buộc tội đồng lõa cho cái chết của phụ thân nhà vua. Ngày 8 tháng 8, James chỉ định Lennox là công tước duy nhất ở Scotland. Lúc bấy giờ, cậu bé James 15 tuổi vẫn chưa thể chấp chính và phải dựa vào Lennox thêm một năm nữa.

## Trị vì ở Scotland

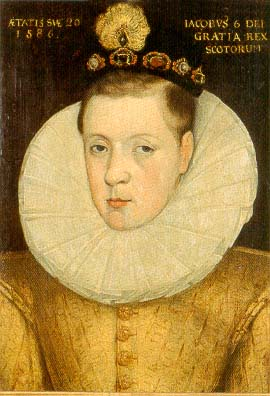
James vào năm 20 tuổi (1586).

Mặc dù là một người cải đạo Tin Lành, nhưng Lennox không nhận được sự ủng hộ từ người Scotland theo Khánh Cách, người ta nghi ngờ về mối quan hệ xác thịt của nhà vua với Lennox. Tháng 8 năm 1582, Raid Ruthven, một bá tước có tư tưởng phản kháng đã lừa James vào lâu đài Ruthven và giam lỏng ông trong một năm, sau đó buộc Lennox phải rời khỏi Scotland. Mãi đến tháng 6 năm 1583, James mới được tự do, và từ đó ông có thể đích thân chấp chính. Ông thực hiện "Hành động đen" để củng cố vương quyền tuyệt đối của mình, qua các nhà thờ và lên án các tác phẩm của người thầy cũ của ông, Buchannan. Trong khoảng thời gian 1584 - 1603, dưới sự cai trị của James, nền chính trị tương đối ổn định và không có sự tranh chấp đáng kể nào trong tầng lớp quý tộc; sự thành công này có sự đóng góp lớn của John Maitland của Thirlestane, người lãnh đạo Nghị viện cho đến năm 1592. Một nhóm tám quan đại thần, thường được gọi là Octavians, đã đem lại một số quyền kiểm soát tình trạng đổ nát tài chính của James trong năm 1596, nhưng nó đã thu hút sự phản đối từ nhóm quý tộc cũ. Nhóm này bị giải tán một năm sau vụ bạo động ở Edinburgh được tổ chức bởi những người công giáo, khiến cho triều đình Scots phải rời khỏi Linlithgow trong một thời gian. Sự kiện chống đối cuối cùng nhằm vào nhà vua ở Scotland diễn ra vào tháng 8 năm 1600, khi James bị mưu sát bởi Alexander Ruthven, em trai của John Ruthven, Bá tước thứ ba Gowrie, tại Gowrie House, là nơi ở của Ruthvens. Sau một cuộc ẩu đả, Ruthven chạy thoát nhờ sự trợ giúp của một cận vệ nhà vua, trong khi bá tước bị thiệt mạng; và chỉ có một vài người sống sót để làm nhân chứng. Một số tài liệu lịch sử cho rằng, James đã nợ nhà Ruthven một khoản nợ lớn, nhưng quyển lịch sử về thời đại của James phủ nhận việc này.
Năm 1586, nhà vua ký với nước Anh hiệp ước Berwich. Vào năm 1587, mẫu thân của ông, Nữ vương Mary đã bị hành quyết tại nước Anh, điều mà James xem như là "một thủ tục phi lý và kì lạ giúp dọn đường cho sự kế nhiệm của ông tại đất nước phía nam biên giới". Nữ vương Elizabeth không lập gia đình và sinh con, vì thế James là người đứng đầu trong danh sách kế vị tại Anh. Một trong những chính sách của ông là lập quan hệ ngoại giao tốt với nước Anh để đảm bảo cho sự kế vị của mình về sau. Trong cuộc tấn công của hạm đội Tây Ban Nha vào nước Anh năm 1588, ông trả lời với nữ vương Anh rằng ông là:"con trai tự nhiên của bà và đồng minh thân cận của nước bà".

### Hôn nhân

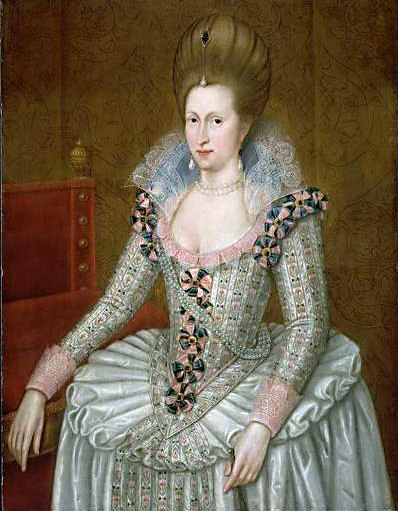
Anna của Đan Mạch, tranh vẽ vào năm 1605.

Trong thời trẻ, James đã được ca ngợi về đức tính thanh tịnh, vì ông đã ít quan tâm đến phụ nữ. Sau khi mất Lennox, ông vẫn tiếp tục gần gũi với nhiều người đàn ông khác. Tuy nhiên chỉ có hôn nhân mới có thể để củng cố chế độ quân chủ và cai trị của dòng họ Stuart. Cuối cùng, ông quyết định kết hôn với công chúa 14 tuổi, Anna của Đan Mạch, con gái Tuyển hầu tước Frederick II. Một thời gian ngắn sau khi một lễ đính hôn diễn ra tại Copenhagen vào tháng 8 năm 1589, Anne lên đường đi Scotland nhưng gặp bão to khi đến bờ biển của Na Uy. Khi được tin, James, trong những gì Willson gọi là "một tập phim lãng mạn của cuộc đời ông", khởi hành từ Leith với một đoàn tùy tùng ba trăm người để giải cứu cho Anna. Hai người chính kết hôn chính thức tại Cung điện Bishop ở Oslo vào ngày 23 tháng 11. Và sau thời gian lưu trú tại Elsinore và Copenhagen, nhà vua và vương hậu trở về Scotland vào ngày 1 tháng năm 1590. Theo tất cả các nguồn thông tin, ban đầu tình yêu của James dành cho vợ rất nồng thắm, trong những năm đầu sau hôn nhân, Anna luôn tỏ ra kiên nhẫn và rất tình cảm. Họ có với nhau ba người con sống tới tuổi trưởng thành: Henry Frederick, Thân vương xứ Wales, chết vì sốt thương hàn vào năm 1612, ở tuổi 18; Elizabeth, sau là vương hậu Bohemia; và Charles, người về sau thừa kế ngai vàng. Anna qua đời vào năm 1619, trước James 7 năm.

### Săn lùng phù thủy
Trong một chuyến viếng thăm của James tới Đan Mạch, một quốc gia có tục lệ săn phù thủy, ông cũng đã bị thu hút bởi tục lệ này và xem nó như một phần của thần học. Trở về Scotland, ông tham dự vào cuộc xét xử phù thủy ở Bắc Berwich, sự kiện khủng bố lớn đầu tiên nhằm vào những người bị coi là phù thủy kể từ khi Đạo luật Phù thủy được thông qua năm 1563. Nhiều người, trong đó nổi bật là Agnes Sampson, đã bị buộc tội dùng ma thuật tạo bão tấn công vào tàu của nhà vua. Vua James trở nên ám ảnh với các mối đe dọa của phù thủy sau sự kiện này. Năm 1597, ông cho ra đời quyển Daemonologie nhằm phản đối việc học phép phù thủy. Thậm chí ông còn nhiều lần đích thân giám sát việc tra tấn những người phụ nữ bị xem là phù thủy. Từ sau năm 1599, mối hoài nghi của ông về phù thủy càng trở nên lớn hơn. Trong một bức thư sau này được viết ở Anh cho Vương tử Henry, James chúc mừng con mình về "sự phát hiện những người con gái giả của Henry và cầu nguyện Đức Chúa Trời để cho hoàng tử của trẫm có thể tiếp tục có những khám phá như thế... hầu hết các phép lạ bây giờ một ngày chứng minh nhưng ảo tưởng, và các ngươi có thể nhìn thấy bằng cách này cách cảnh giác nên tin tưởng vào những lời buộc tội ".

### Tình hình cao nguyên và hải đảo

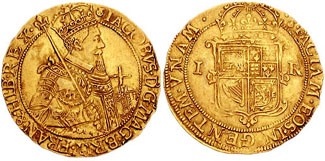
Đồng tiền Scotland từ năm 1609.

### Học thuyết về nền quân chủ
Khoảng năm 1597 - 1598, James cho ra đời tác phẩm The True Law of Free Monarchies và Basilikon Doron (hay quà tặng hoàng gia), trong đó ông lập luận cơ sở thần học cho chế độ quân chủ. Trong The True Law of Free Monarchies, ông đặt ra những quyền lợi thiêng liêng chỉ dành cho những vị vua, giải thích rằng vì lý do Kinh Thánh vua là những sinh vật tối cao hơn với những người bình thường khác, và hiển nhiên có đặc quyền được ngồi ở vị trí cao nhất". Tác phẩm này nêu lên một ý tưởng về nền quân chủ tuyệt đối, mà một vị vua có thể áp đặt luật pháp lên thần dân nhờ vào đặc quyền hoàng gia nhưng cũng phải tôn trọng truyền thống và Thiên Chúa, người sẽ "giáng tai họa như xuống để trừng phạt của các vị vua độc ác". Basilikon Doron, viết một cuốn sách hướng dẫn cho hoàng tử Henry bốn tuổi, cung cấp các kiến thức về vương quyền. Tác phẩm được viết bằng văn bản và là tác phẩm tiêu biểu trong cuộc đời của nhà vua. Bàn về quốc hội, mà ông hiểu là chỉ đơn thuần là "cung điện phía trước" của nhà vua, báo trước những khó khăn của mình với dân Anh:. "Không cần có Quốc hội,". Trong tác phẩm nhà vua cho rằng quyền sở hữu vương quốc của ông là một lãnh chúa phong kiến sở hữu lãnh địa của mình, bởi vì vua đã có"trước khi quốc hội thành lập hoặc hàng ngũ của những người đàn ông, trước khi bất kỳ quốc hội là Holden, hoặc pháp luật được thực hiện, và bởi chúng được đất phân tán, mà lúc đầu tiên đã hoàn toàn của họ. Và do đó, nó cần thiết sau đó vua là các tác giả và các nhà hoạch định của pháp luật, và không phải là luật pháp của các vị vua.

### Bảo trợ nghệ thuật
Trong những năm 1580 - 1590, James ban hành nhiều chính sách để phát triển văn học trên đất nước của ông. Luận thuyết của ông, Some Rules and Cautions to be Observed and Eschewed in Scottish Prosody, xuất bản năm 1584 khi ông 18 tuổi, được đánh giá vừa thơ mộng và vừa mô tả truyền thống thơ bằng tiếng mẹ đẻ của mình, Scotland, áp dụng nguyên tắc Renaissance. Ông cũng đã ban hành luật định để cải cách và thúc đẩy việc giảng dạy âm nhạc. Ông vừa là người bảo trợ và người đứng đầu của vòng tròn lỏng lẻo của Scotland, thơ văn và âm nhạc Jacobean. Các nhạc sĩ, trong đó bao gồm William Fowler và Alexander Montgomerie, sau này là được đồn là những người tình đồng giới của nhà vua. James, cũng là một nhà thơ, đã vui mừng khi được nhìn nhận như là một thành viên trong nhóm. Vào cuối thập kỷ 1590, cuộc đấu tranh của ông nhằm giữ gìn truyền thống Scotland là một số mức độ khuếch tán của các khách hàng tiềm năng ngày càng dự kiến thừa kế ngai vàng Anh, [60] và một số nhà thơ cận thần đã theo vua đến London sau năm 1603, như William Alexander, đã bắt đầu anglicise viết của mình ngôn ngữ. [61] vai trò đặc trưng của James là người tham gia văn học đang hoạt động và bảo trợ tại tòa án Scotland khiến anh trong nhiều khía cạnh một con số xác định cho thi ca Anh Renaissance và phim truyền hình, trong đó có thể đạt tới đỉnh cao về thành tích trong triều đại của ông, [62] nhưng bảo trợ của ông cho phong độ cao trong truyền thống của riêng mình Scotland, một truyền thống bao gồm tổ tiên ông James I của Scotland, phần lớn trở nên ngồi ngoài. [63]

## Kế vị ở Anh

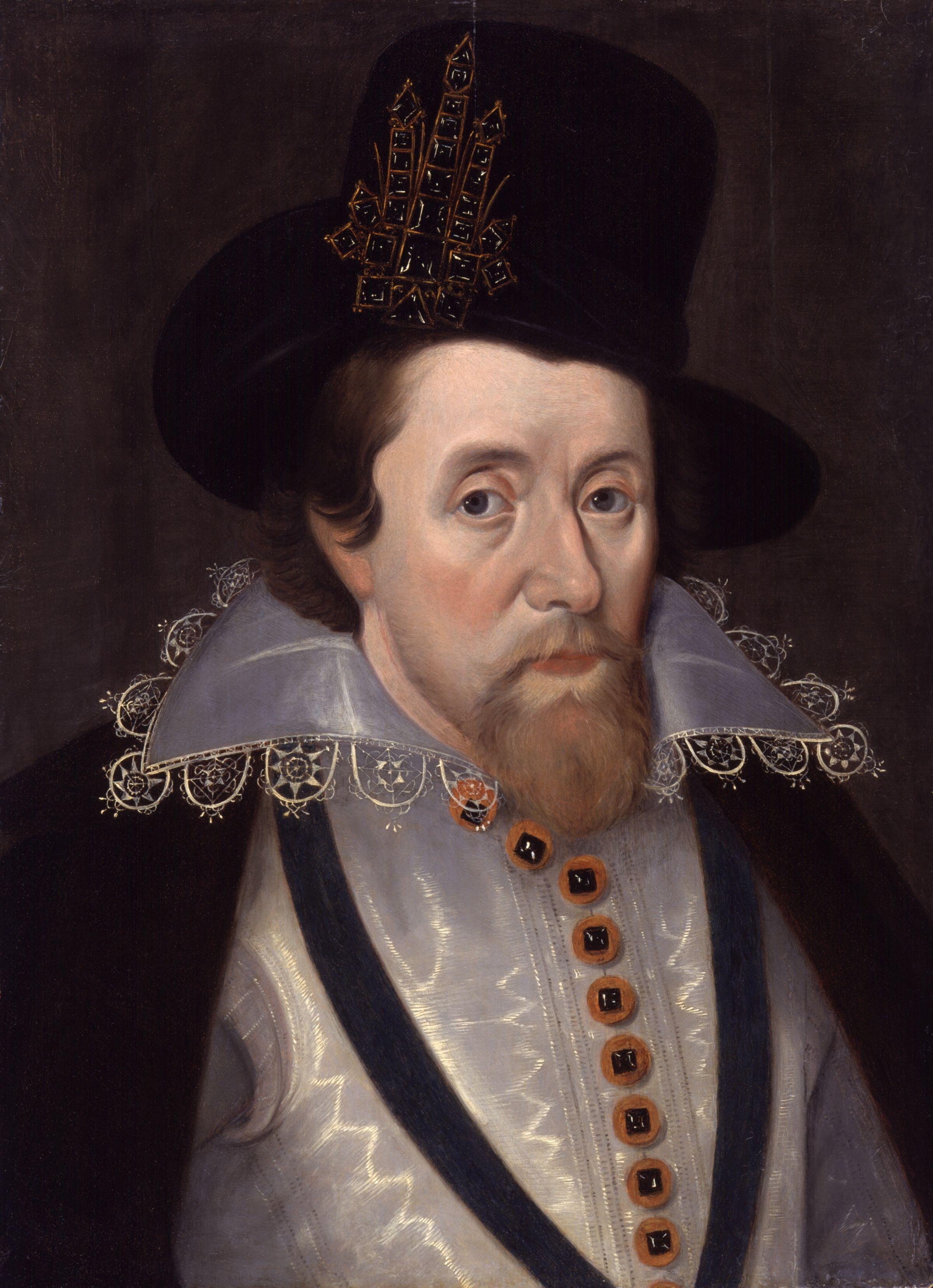
Chân dung James I năm 1606 qua nét vẽ của John de Critz.

## Đăng quang ở nước Anh

Biểu tượng Liên minh cá nhân của James ở royal heraldic badge sau 1603, Hoa hồng Tudor xẻ đôi cùng với cây kế Scotland dưới vương miện quốc vương.

Elizabeth I là hậu duệ cuối cùng của Henry VIII, và James được coi là người thích hợp nhất để kế vị ngai vàng Anh thông qua bà cố của ông, Margaret Tudor, con gái lớn của Henry VII. Từ 1601, và những năm cuối thời Elizabeth I, một số chính trị gia, đặc biệt là quan tể tướng Sir Robert Cecil—duy trì mối liên hệ bí mật với James để chuẩn bị trước cho sự kế vị diễn ra suôn sẻ. Cecil gửi đến James một dự thảo tuyên thệ đăng quang ngai vàng Anh vào tháng 3 năm 1603, với việc Nữ vương chắc chắn sẽ chết. Elizabeth băng hà vào sáng sớm ngày 24 tháng 3, và James được tuyên bố là vua ở London ngay trong ngày hôm đó.
Ngày 5 tháng 4, James rời Edinburgh đến London, hứa rằng sẽ trở về sau mỗi ba năm (lời hứa này không được ông thực hiện đúng), và tiến bước một cách chậm chạp về phía nam. Các lãnh chúa địa phương tiếp đón ông với lòng mến khách đến lãng phí dọc theo lộ trình của James và ông rất ngạc nhiên với sự giàu có của vùng đất và thần dân mới của ông. James nói rằng ông 'đổi một chiếc ghế đá với một chiếc giường lông đẹp đẽ'. Tại nhà của Cecil, Theobalds, Hertfordshire, James rất kinh ngạc rằng ông đã mua nó ở đó và sau đó, đến thủ đô sau lễ tang của Elizabeth. Những thần dân mới đổ xô đến gặp mặt ông, cảm thấy nhẹ nhõm rằng sự thừa kế diễn ra suôn sẻ không kích hoạt tình trạng xung đột hay cuộc xâm lược. Khi ông bước vào thành London ngày 7 tháng 5, ông được chào đời bởi một đám đông người xem.
Lễ đăng quang của ông ở Anh diễn ra ngày 25 tháng 7

### Âm mưu thuốc súng
Âm mưu thuốc súng (Tiếng Anh: Gunpowder Plot) hay Mưu phản thuốc súng, xảy ra năm 1605, là một nỗ lực thất bại của một nhóm tín đồ Công giáo ở các tỉnh của Anh, nhằm mưu sát vua James I của Anh, gia đình của ông, cũng như tầng lớp quý tộc theo đạo Tin lành. Vụ ám sát được thực hiện trong vụ tấn công nhằm phá nổ nhà quốc hội trong phiên họp mở màn ngày 5 tháng 11 1605. Những người thực hiện âm mưu trước đó cũng đã lên kế hoạch bắt cóc những đứa trẻ hoàng gia, không có mặt tại nhà quốc hội, đồng thời kích động nổi loạn ở Midlands. Chủ mưu lãnh đạo vụ mưu phản này là Robert Catesby sau khi hi vọng nới lỏng các vấn đề tôn giáo của ông trong thời trị vì của vua James không được thực thi khiến người Công giáo ở Anh thất vọng.
Theo kế hoạch, một cuộc bạo động sẽ xảy ra ở Midlands (miền Trung nước Anh) trong giai đoạn con gái 9 tuổi của vua James I là Công chúa Elizabeth được đưa lên vai trò Lãnh đạo tối cao của Giáo hội Anh. Âm mưu thuốc súng chính là hành động bắt đầu cho cuộc bạo động này. Theo kế hoạch, Guy Fawkes là người châm ngòi các thùng thuốc súng với mục đích cho nổ tung Thượng Nghị viện Vương quốc Liên hiệp Anh vào Lễ Khai mạc Nghị viện ngày 5/11/1605. Cùng với Fawkes và Catesby là John Wright, Thomas Wintour, Thomas Percy, Robert Keyes, Thomas Bates, Robert Wintour, Christopher Wright, John Grant, Ambrose Rookwood, Ngài Everard Digby và Francis Tresham.
Âm mưu đã bại lộ do thông tin được tiết lộ với chính quyền thông qua một lá thư ẩn danh gửi đến William Parker, nam tước Monteagle vào ngày 26/10/1605. Fawkes bị phát hiện vào khoảng nửa đêm 4/11 khi Thượng viện bị lục soát, cùng với 36 thùng thuốc súng - đủ để biến Thượng viện thành một đống đổ nát. Hắn ta bị bắt, trong khi phần lớn các kẻ đồng mưu khác trốn chạy khỏi London khi biết về sự bại lộ này và cố gắng kiếm viện trợ trên đường. Một vài kẻ đồng mưu khác, cùng với Catesby, ở lại kháng cự. Catesby là một trong những người bị bắn chết. Những kẻ sống sót còn lại, gồm cả Hawkes, bị kết án treo cổ vào phiên xử ngày 27/1/1606.
Âm mưu thuốc súng là một trong nhiều mưu đồ ám sát thất bại nhằm vào vua James I. Một vài nhà sử học đã tranh cãi về sự tham gia của chính quyền trong vụ này.
Vào ngày 5 tháng 11 hàng năm, mọi người ở Vương quốc Anh cũng như các nước và vùng thuộc Khối thịnh vượng chung Anh đều kỷ niệm sự thất bại của vụ mưu sát, buổi kỷ niệm được biết đến là Đêm Guy Fawkes hay Đêm pháo hoa. Tuy nhiên, ngày nay ý nghĩa chính trị của lễ hội chỉ là thứ yếu.

### Xung đột với nghị viện
Sự hợp tác giữa nhà vua và Nghị viện sau Âm mưu Thuốc súng là một ngoại lệ hiếm hoi cho thái độ hợp tác của hai bên. Thay vào đó, chính phiên họp trước đó vào năm 1604 mới là yếu tố định hình thái độ của cả hai bên trong suốt phần còn lại của triều đại, mặc dù những khó khăn ban đầu phần lớn xuất phát từ sự thiếu hiểu biết lẫn nhau hơn là sự thù địch có chủ ý. Vào ngày 7 tháng 7 năm 1604, James đã tức giận giải tán Nghị viện sau khi không giành được sự ủng hộ đối với kế hoạch liên minh toàn diện hoặc trợ cấp tài chính. Trong bài phát biểu bế mạc, ông nói: "Ta sẽ không cảm ơn khi ta không thấy lý do để cảm ơn... Ta không thuộc dòng dõi có thể ca ngợi những kẻ ngu ngốc... Các người thấy bao nhiêu điều mà các người đã làm không tốt... Ta mong rằng trong tương lai, các người sẽ sử dụng quyền tự do của mình một cách khiêm tốn hơn."
Khi triều đại của James tiếp diễn, chính phủ của ông phải đối mặt với áp lực tài chính ngày càng gia tăng, một phần do lạm phát âm thầm leo thang, nhưng phần khác cũng do sự hoang phí và kém cỏi trong quản lý tài chính của triều đình. Vào tháng 2 năm 1610, Salisbury đề xuất một kế hoạch được gọi là "Đại Khế ước" (Great Contract), theo đó Nghị viện, sẽ cấp một khoản tiền một lần là 600.000 bảng để trả nợ cho nhà vua, cộng với khoản trợ cấp hàng năm 200.000 bảng nhằm đổi lấy mười khoản đất nhượng hoàng gia. Tuy nhiên, các cuộc đàm phán căng thẳng kéo dài đến mức James mất kiên nhẫn và giải tán Nghị viện vào ngày 31 tháng 12 năm 1610. Ông nói với Salisbury: "Lỗi lầm lớn nhất của ngươi là đã luôn mong chờ vắt đuợc mật ong từ mật đắng."

Mô hình tương tự lặp lại với cái gọi là "Nghị viện Bất thành" (Addled Parliament) năm 1614, khi James giải tán chỉ sau chín tuần do Hạ viện chần chừ trong việc cấp tiền cho ông. Sau đó, James cai trị mà không triệu tập Nghị viện cho đến năm 1621, sử dụng các quan chức như thương gia Lionel Cranfield, người có tài thu và tiết kiệm tiền cho hoàng gia. Nhà vua cũng bán các tước hiệu nam tước và các danh hiệu khác—nhiều danh hiệu trong số đó được tạo ra chỉ để làm nguồn thu thay thế nhằm trả nợ cho nhà vua.

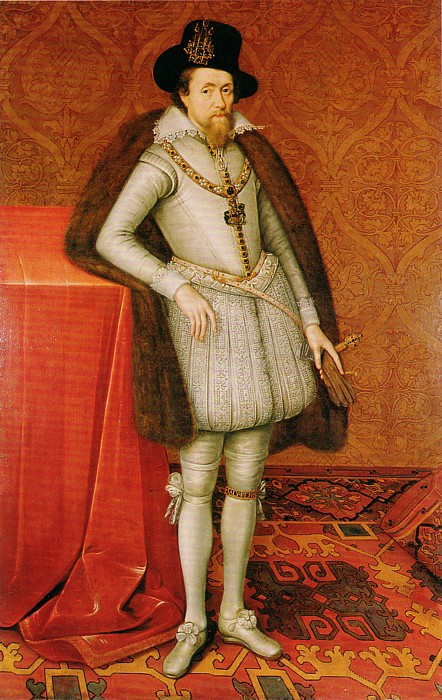
Chân dung James I năm 1606.

## Danh hiệu và huy hiệu

### Danh hiệu
Ở Scotland, James được xưng tụng là "James đệ lục, nhà vua của Scotland" cho đến năm 1604. Khi đến Anh, ông tự xưng là "James đệ nhất, vua của Anh, Pháp, Ireland, Người bảo vệ Đức tin" vào ngày 24 tháng 3 năm 1603. Ngày 20 tháng 10 năm 1604, James tuyên bố danh hiệu tại Westminster là "Vua của Vương quốc Anh, Pháp và Ireland, người bảo vệ Đức tin, vv". Những danh hiệu này không được sử dụng trong các đạo luật tại Anh, nhưng được sử dụng trên những tuyên ngôn, tiền đúc, chữ cái, các hiệp ước, và ở Scotland. Cũng như các quốc vương khác của Anh từ 1340 đến 1800, James tự xưng là Vua của Pháp mặc dù ông không thực sự cai trị nước Pháp.

### Huy hiệu
Với tư cách nhà vua Scotland, James có huy hiệu hoàng gia hoặc là một con sư tử Gules và Azure với cặp ngọn cây. Trên huy hiệu còn cs hai con ngựa một sừng Argent, crined và unguled Proper, gorged with a coronet Or composed of crosses patée and fleurs de lys a chain affixed thereto passing between the forelegs and reflexed over the back also Or. The crest was a lion sejant affrontée Gules, imperially crowned Or, holding in the dexter paw a sword and in the sinister paw a sceptre both erect and Proper.
Liên minh giữa Anh và Scotland dưới quyền James được biểu thị bằng cách kết hợp hai huy hiệu hai quốc gia. Các vũ khí sử dụng ở Scotland là: Định kỳ hàng quý 1 và 4 Scotland, Anh và Pháp quý II, III; Ireland, Scotland được ưu tiên hơn Anh. Ngoài ra còn có: Dexter một con kỳ lân của Scotland triều đình đăng quang, hỗ trợ một lance nghiêng bay một banner Azure một saltire Argent (Cross of Saint Andrew) và nham hiểm của sư tử vương miện của Anh hỗ trợ một lance tương tự bay một banner Argent một Gules chéo (Cross of Saint George). Đỉnh Scotland và phương châm đã được giữ lại, sau khi thực hành Scotland phương châm Trong defens (mà là viết tắt In My Defens Thiên Chúa Me Defend) được đặt ở trên đỉnh.
Huy hiệu được sử dụng ở liên hiệp: hoa hồng Tudor, cây kế (cho Scotland, sử dụng lần đầu từ thời vua James III). Hoa hồng Tudor bị cắt đôi cùng với cây kế và vương miện hoàng gia, một cây đàn hạc cho Ireland và fleur de lys (cho Pháp).
| Huy hiệu mà James sử dụng khi là vua Scots giai đoạn 1567 - 1603 | Huy hiệu vua James I của Anh, sử dụng từ 1603 đến 1625 | Huy hiệu James VI của Scotland giai đoạn 1603 đến 1625 |

## Hậu duệ

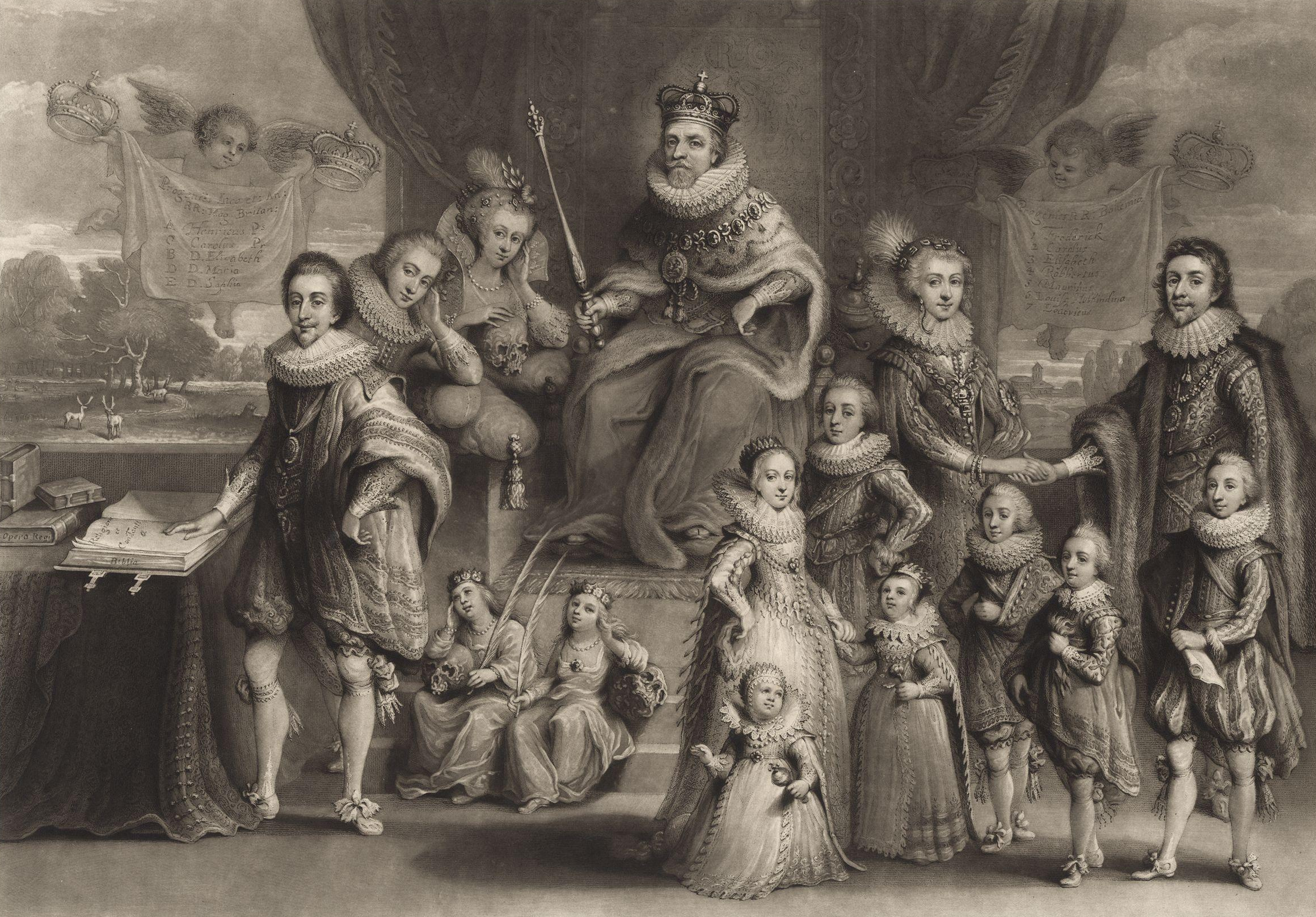
James I và gia đình

Vương hậu của James, Anne của Đan Mạch, hạ sinh 7 người con còn sống sót khi chào đời, trong đó có ba người sống tới tuổi trưởng thành:
1. Henry, Thân vương xứ Wales (19 tháng 2 1594 – 6 tháng 11 1612). Chết do sốt thương hàn ở tuổi 18.[61]
2. Elizabeth (19 tháng 8, 1596 – 13 tháng 2 năm 1662). Thành hôn với, Frederick V, Hầu tước Palatine. Chết ở tuổi 65.
3. Margaret (24 tháng 12 1598 – Tháng 3 1600). Chết khi vừa 1 tuổi.
4. Charles I (19 tháng 11 năm 1600 – 30 tháng 1 năm 1649). Thành hôn năm 1625, với Henriette Marie của Pháp. Kế vị James I, bị giết trong cách mạng vào năm 1649;
5. Robert, Công tước Kintyre (18 tháng 2 1602 – 27 tháng 5 1602). Chết chỉ sau 4 tháng.[62]
6. Mary (8 tháng 4 năm 1605 – 16 tháng 12 năm 1607). Chết khi mới 2 tuổi.
7. Sophia (6, 1607). Chết 48 giờ sau khi sinh.[63]

## Tổ tiên
| \| \| \| \| \| \| \| \| \| \| \| \| \| \| \| \| \| \| \| \| 16. Matthew Stewart, Bá tước thứ hai của Lennox \| \| \| \| \| \| \| \| \| \| \| \| \| \| \| \| \| \| \| \| \| \| \| \| \| \| \| \| \| \| \| \| \| \| \| \| \| \| \| \| \| \| \| \| \| \| \| \| \| \| \| \| \| \| 8. John Stewart, Bá tước thứ ba của Lennox \| \| \| \| \| \| \| \| \| \| \| \| \| \| \| \| \| \| \| \| \| \| \| \| \| \| \| \| \| \| \| \| \| \| \| \| \| \| \| \| \| \| \| \| \| \| \| \| \| \| \| \| \| \| 17. Elizabeth Hamilton \| \| \| \| \| \| \| \| \| \| \| \| \| \| \| \| \| \| \| \| \| \| \| \| \| \| \| \| \| \| \| \| \| \| \| \| \| \| \| \| \| \| \| \| \| \| \| \| \| \| \| \| \| \| 4. Matthew Stewart, Bá tước thứ tư của Lennox \| \| \| \| \| \| \| \| \| \| \| \| \| \| \| \| \| \| \| \| \| \| \| \| \| \| \| \| \| \| \| \| \| \| \| \| \| \| \| \| \| \| \| \| \| \| \| \| \| \| \| \| \| \| 18. John Stewart, Bá tước thứ nhất của Atholl \| \| \| \| \| \| \| \| \| \| \| \| \| \| \| \| \| \| \| \| \| \| \| \| \| \| \| \| \| \| \| \| \| \| \| \| \| \| \| \| \| \| \| \| \| \| \| \| \| \| \| \| \| \| 9. Elizabeth Stewart \| \| \| \| \| \| \| \| \| \| \| \| \| \| \| \| \| \| \| \| \| \| \| \| \| \| \| \| \| \| \| \| \| \| \| \| \| \| \| \| \| \| \| \| \| \| \| \| \| \| \| \| \| \| 19. Eleanor Sinclair \| \| \| \| \| \| \| \| \| \| \| \| \| \| \| \| \| \| \| \| \| \| \| \| \| \| \| \| \| \| \| \| \| \| \| \| \| \| \| \| \| \| \| \| \| \| \| \| \| \| \| \| \| \| 2. Henry Stuart, Công tước xứ Albany \| \| \| \| \| \| \| \| \| \| \| \| \| \| \| \| \| \| \| \| \| \| \| \| \| \| \| \| \| \| \| \| \| \| \| \| \| \| \| \| \| \| \| \| \| \| \| \| \| \| \| \| \| \| 20. George Douglas, Master of Angus \| \| \| \| \| \| \| \| \| \| \| \| \| \| \| \| \| \| \| \| \| \| \| \| \| \| \| \| \| \| \| \| \| \| \| \| \| \| \| \| \| \| \| \| \| \| \| \| \| \| \| \| \| \| 10. Archibald Douglas, Bá tước thứ sáu của Angus \| \| \| \| \| \| \| \| \| \| \| \| \| \| \| \| \| \| \| \| \| \| \| \| \| \| \| \| \| \| \| \| \| \| \| \| \| \| \| \| \| \| \| \| \| \| \| \| \| \| \| \| \| \| 21. Elizabeth Drummond \| \| \| \| \| \| \| \| \| \| \| \| \| \| \| \| \| \| \| \| \| \| \| \| \| \| \| \| \| \| \| \| \| \| \| \| \| \| \| \| \| \| \| \| \| \| \| \| \| \| \| \| \| \| 5. Margaret Douglas \| \| \| \| \| \| \| \| \| \| \| \| \| \| \| \| \| \| \| \| \| \| \| \| \| \| \| \| \| \| \| \| \| \| \| \| \| \| \| \| \| \| \| \| \| \| \| \| \| \| \| \| \| \| 22. Henry VII của Anh \| \| \| \| \| \| \| \| \| \| \| \| \| \| \| \| \| \| \| \| \| \| \| \| \| \| \| \| \| \| \| \| \| \| \| \| \| \| \| \| \| \| \| \| \| \| \| \| \| \| \| \| \| \| 11. Margaret Tudor \| \| \| \| \| \| \| \| \| \| \| \| \| \| \| \| \| \| \| \| \| \| \| \| \| \| \| \| \| \| \| \| \| \| \| \| \| \| \| \| \| \| \| \| \| \| \| \| \| \| \| \| \| \| 23. Elizabeth xứ York \| \| \| \| \| \| \| \| \| \| \| \| \| \| \| \| \| \| \| \| \| \| \| \| \| \| \| \| \| \| \| \| \| \| \| \| \| \| \| \| \| \| \| \| \| \| \| \| \| \| \| \| \| \| 1. James VI của Scotland và I của Anh \| \| \| \| \| \| \| \| \| \| \| \| \| \| \| \| \| \| \| \| \| \| \| \| \| \| \| \| \| \| \| \| \| \| \| \| \| \| \| \| \| \| \| \| \| \| \| \| \| \| \| \| \| \| 24. James III của Scotland \| \| \| \| \| \| \| \| \| \| \| \| \| \| \| \| \| \| \| \| \| \| \| \| \| \| \| \| \| \| \| \| \| \| \| \| \| \| \| \| \| \| \| \| \| \| \| \| \| \| \| \| \| \| 12. James IV của Scotland \| \| \| \| \| \| \| \| \| \| \| \| \| \| \| \| \| \| \| \| \| \| \| \| \| \| \| \| \| \| \| \| \| \| \| \| \| \| \| \| \| \| \| \| \| \| \| \| \| \| \| \| \| \| 25. Margaret của Đan Mạch \| \| \| \| \| \| \| \| \| \| \| \| \| \| \| \| \| \| \| \| \| \| \| \| \| \| \| \| \| \| \| \| \| \| \| \| \| \| \| \| \| \| \| \| \| \| \| \| \| \| \| \| \| \| 6. James V của Scotland \| \| \| \| \| \| \| \| \| \| \| \| \| \| \| \| \| \| \| \| \| \| \| \| \| \| \| \| \| \| \| \| \| \| \| \| \| \| \| \| \| \| \| \| \| \| \| \| \| \| \| \| \| \| 26. Henry VII của Anh (= 22) \| \| \| \| \| \| \| \| \| \| \| \| \| \| \| \| \| \| \| \| \| \| \| \| \| \| \| \| \| \| \| \| \| \| \| \| \| \| \| \| \| \| \| \| \| \| \| \| \| \| \| \| \| \| 13. Margaret Tudor (= 11) \| \| \| \| \| \| \| \| \| \| \| \| \| \| \| \| \| \| \| \| \| \| \| \| \| \| \| \| \| \| \| \| \| \| \| \| \| \| \| \| \| \| \| \| \| \| \| \| \| \| \| \| \| \| 27. Elizabeth xứ York (= 23) \| \| \| \| \| \| \| \| \| \| \| \| \| \| \| \| \| \| \| \| \| \| \| \| \| \| \| \| \| \| \| \| \| \| \| \| \| \| \| \| \| \| \| \| \| \| \| \| \| \| \| \| \| \| 3. Mary I của Scotland \| \| \| \| \| \| \| \| \| \| \| \| \| \| \| \| \| \| \| \| \| \| \| \| \| \| \| \| \| \| \| \| \| \| \| \| \| \| \| \| \| \| \| \| \| \| \| \| \| \| \| \| \| \| 28. René II, Công tước của Lorraine \| \| \| \| \| \| \| \| \| \| \| \| \| \| \| \| \| \| \| \| \| \| \| \| \| \| \| \| \| \| \| \| \| \| \| \| \| \| \| \| \| \| \| \| \| \| \| \| \| \| \| \| \| \| 14. Claude, Công tước của Guise \| \| \| \| \| \| \| \| \| \| \| \| \| \| \| \| \| \| \| \| \| \| \| \| \| \| \| \| \| \| \| \| \| \| \| \| \| \| \| \| \| \| \| \| \| \| \| \| \| \| \| \| \| \| 29. Phillipa của Guelders \| \| \| \| \| \| \| \| \| \| \| \| \| \| \| \| \| \| \| \| \| \| \| \| \| \| \| \| \| \| \| \| \| \| \| \| \| \| \| \| \| \| \| \| \| \| \| \| \| \| \| \| \| \| 7. Mary xứ Guise \| \| \| \| \| \| \| \| \| \| \| \| \| \| \| \| \| \| \| \| \| \| \| \| \| \| \| \| \| \| \| \| \| \| \| \| \| \| \| \| \| \| \| \| \| \| \| \| \| \| \| \| \| \| 30. François, Bá tước của Vendôme \| \| \| \| \| \| \| \| \| \| \| \| \| \| \| \| \| \| \| \| \| \| \| \| \| \| \| \| \| \| \| \| \| \| \| \| \| \| \| \| \| \| \| \| \| \| \| \| \| \| \| \| \| \| 15. Antoinette nhà Bourbon \| \| \| \| \| \| \| \| \| \| \| \| \| \| \| \| \| \| \| \| \| \| \| \| \| \| \| \| \| \| \| \| \| \| \| \| \| \| \| \| \| \| \| \| \| \| \| \| \| \| \| \| \| \| 31. Marie de Luxembourg \| \| \| \| \| \| \| \| \| \| \| \| \| \| \| \| \| \| \| \| \| \| \| \| \| \| \| \| \| \| \| \| \| \| \| \| \| \| \| \| \| \| \| \| \| \| \| \| \| \| \| \| |                                                  |  |  |  |  |  |  |  |  |  |  |  |  |  |  |  |
| |                                                  |  |  |  |  |  |  |  |  |  |  |  |  |  |  |  |
| | 16. Matthew Stewart, Bá tước thứ hai của Lennox  |  |  |  |  |  |  |  |  |  |  |  |  |  |  |  |
| |                                                  |  |  |  |  |  |  |  |  |  |  |  |  |  |  |  |
| |                                                  |  |  |  |  |  |  |  |  |  |  |  |  |  |  |  |
| | 8. John Stewart, Bá tước thứ ba của Lennox       |  |  |  |  |  |  |  |  |  |  |  |  |  |  |  |
| |                                                  |  |  |  |  |  |  |  |  |  |  |  |  |  |  |  |
| |                                                  |  |  |  |  |  |  |  |  |  |  |  |  |  |  |  |
| | 17. Elizabeth Hamilton                           |  |  |  |  |  |  |  |  |  |  |  |  |  |  |  |
| |                                                  |  |  |  |  |  |  |  |  |  |  |  |  |  |  |  |
| |                                                  |  |  |  |  |  |  |  |  |  |  |  |  |  |  |  |
| | 4. Matthew Stewart, Bá tước thứ tư của Lennox    |  |  |  |  |  |  |  |  |  |  |  |  |  |  |  |
| |                                                  |  |  |  |  |  |  |  |  |  |  |  |  |  |  |  |
| |                                                  |  |  |  |  |  |  |  |  |  |  |  |  |  |  |  |
| | 18. John Stewart, Bá tước thứ nhất của Atholl    |  |  |  |  |  |  |  |  |  |  |  |  |  |  |  |
| |                                                  |  |  |  |  |  |  |  |  |  |  |  |  |  |  |  |
| |                                                  |  |  |  |  |  |  |  |  |  |  |  |  |  |  |  |
| | 9. Elizabeth Stewart                             |  |  |  |  |  |  |  |  |  |  |  |  |  |  |  |
| |                                                  |  |  |  |  |  |  |  |  |  |  |  |  |  |  |  |
| |                                                  |  |  |  |  |  |  |  |  |  |  |  |  |  |  |  |
| | 19. Eleanor Sinclair                             |  |  |  |  |  |  |  |  |  |  |  |  |  |  |  |
| |                                                  |  |  |  |  |  |  |  |  |  |  |  |  |  |  |  |
| |                                                  |  |  |  |  |  |  |  |  |  |  |  |  |  |  |  |
| | 2. Henry Stuart, Công tước xứ Albany             |  |  |  |  |  |  |  |  |  |  |  |  |  |  |  |
| |                                                  |  |  |  |  |  |  |  |  |  |  |  |  |  |  |  |
| |                                                  |  |  |  |  |  |  |  |  |  |  |  |  |  |  |  |
| | 20. George Douglas, Master of Angus              |  |  |  |  |  |  |  |  |  |  |  |  |  |  |  |
| |                                                  |  |  |  |  |  |  |  |  |  |  |  |  |  |  |  |
| |                                                  |  |  |  |  |  |  |  |  |  |  |  |  |  |  |  |
| | 10. Archibald Douglas, Bá tước thứ sáu của Angus |  |  |  |  |  |  |  |  |  |  |  |  |  |  |  |
| |                                                  |  |  |  |  |  |  |  |  |  |  |  |  |  |  |  |
| |                                                  |  |  |  |  |  |  |  |  |  |  |  |  |  |  |  |
| | 21. Elizabeth Drummond                           |  |  |  |  |  |  |  |  |  |  |  |  |  |  |  |
| |                                                  |  |  |  |  |  |  |  |  |  |  |  |  |  |  |  |
| |                                                  |  |  |  |  |  |  |  |  |  |  |  |  |  |  |  |
| | 5. Margaret Douglas                              |  |  |  |  |  |  |  |  |  |  |  |  |  |  |  |
| |                                                  |  |  |  |  |  |  |  |  |  |  |  |  |  |  |  |
| |                                                  |  |  |  |  |  |  |  |  |  |  |  |  |  |  |  |
| | 22. Henry VII của Anh                            |  |  |  |  |  |  |  |  |  |  |  |  |  |  |  |
| |                                                  |  |  |  |  |  |  |  |  |  |  |  |  |  |  |  |
| |                                                  |  |  |  |  |  |  |  |  |  |  |  |  |  |  |  |
| | 11. Margaret Tudor                               |  |  |  |  |  |  |  |  |  |  |  |  |  |  |  |
| |                                                  |  |  |  |  |  |  |  |  |  |  |  |  |  |  |  |
| |                                                  |  |  |  |  |  |  |  |  |  |  |  |  |  |  |  |
| | 23. Elizabeth xứ York                            |  |  |  |  |  |  |  |  |  |  |  |  |  |  |  |
| |                                                  |  |  |  |  |  |  |  |  |  |  |  |  |  |  |  |
| |                                                  |  |  |  |  |  |  |  |  |  |  |  |  |  |  |  |
| | 1. James VI của Scotland và I của Anh            |  |  |  |  |  |  |  |  |  |  |  |  |  |  |  |
| |                                                  |  |  |  |  |  |  |  |  |  |  |  |  |  |  |  |
| |                                                  |  |  |  |  |  |  |  |  |  |  |  |  |  |  |  |
| | 24. James III của Scotland                       |  |  |  |  |  |  |  |  |  |  |  |  |  |  |  |
| |                                                  |  |  |  |  |  |  |  |  |  |  |  |  |  |  |  |
| |                                                  |  |  |  |  |  |  |  |  |  |  |  |  |  |  |  |
| | 12. James IV của Scotland                        |  |  |  |  |  |  |  |  |  |  |  |  |  |  |  |
| |                                                  |  |  |  |  |  |  |  |  |  |  |  |  |  |  |  |
| |                                                  |  |  |  |  |  |  |  |  |  |  |  |  |  |  |  |
| | 25. Margaret của Đan Mạch                        |  |  |  |  |  |  |  |  |  |  |  |  |  |  |  |
| |                                                  |  |  |  |  |  |  |  |  |  |  |  |  |  |  |  |
| |                                                  |  |  |  |  |  |  |  |  |  |  |  |  |  |  |  |
| | 6. James V của Scotland                          |  |  |  |  |  |  |  |  |  |  |  |  |  |  |  |
| |                                                  |  |  |  |  |  |  |  |  |  |  |  |  |  |  |  |
| |                                                  |  |  |  |  |  |  |  |  |  |  |  |  |  |  |  |
| | 26. Henry VII của Anh (= 22)                     |  |  |  |  |  |  |  |  |  |  |  |  |  |  |  |
| |                                                  |  |  |  |  |  |  |  |  |  |  |  |  |  |  |  |
| |                                                  |  |  |  |  |  |  |  |  |  |  |  |  |  |  |  |
| | 13. Margaret Tudor (= 11)                        |  |  |  |  |  |  |  |  |  |  |  |  |  |  |  |
| |                                                  |  |  |  |  |  |  |  |  |  |  |  |  |  |  |  |
| |                                                  |  |  |  |  |  |  |  |  |  |  |  |  |  |  |  |
| | 27. Elizabeth xứ York (= 23)                     |  |  |  |  |  |  |  |  |  |  |  |  |  |  |  |
| |                                                  |  |  |  |  |  |  |  |  |  |  |  |  |  |  |  |
| |                                                  |  |  |  |  |  |  |  |  |  |  |  |  |  |  |  |
| | 3. Mary I của Scotland                           |  |  |  |  |  |  |  |  |  |  |  |  |  |  |  |
| |                                                  |  |  |  |  |  |  |  |  |  |  |  |  |  |  |  |
| |                                                  |  |  |  |  |  |  |  |  |  |  |  |  |  |  |  |
| | 28. René II, Công tước của Lorraine              |  |  |  |  |  |  |  |  |  |  |  |  |  |  |  |
| |                                                  |  |  |  |  |  |  |  |  |  |  |  |  |  |  |  |
| |                                                  |  |  |  |  |  |  |  |  |  |  |  |  |  |  |  |
| | 14. Claude, Công tước của Guise                  |  |  |  |  |  |  |  |  |  |  |  |  |  |  |  |
| |                                                  |  |  |  |  |  |  |  |  |  |  |  |  |  |  |  |
| |                                                  |  |  |  |  |  |  |  |  |  |  |  |  |  |  |  |
| | 29. Phillipa của Guelders                        |  |  |  |  |  |  |  |  |  |  |  |  |  |  |  |
| |                                                  |  |  |  |  |  |  |  |  |  |  |  |  |  |  |  |
| |                                                  |  |  |  |  |  |  |  |  |  |  |  |  |  |  |  |
| | 7. Mary xứ Guise                                 |  |  |  |  |  |  |  |  |  |  |  |  |  |  |  |
| |                                                  |  |  |  |  |  |  |  |  |  |  |  |  |  |  |  |
| |                                                  |  |  |  |  |  |  |  |  |  |  |  |  |  |  |  |
| | 30. François, Bá tước của Vendôme                |  |  |  |  |  |  |  |  |  |  |  |  |  |  |  |
| |                                                  |  |  |  |  |  |  |  |  |  |  |  |  |  |  |  |
| |                                                  |  |  |  |  |  |  |  |  |  |  |  |  |  |  |  |
| | 15. Antoinette nhà Bourbon                       |  |  |  |  |  |  |  |  |  |  |  |  |  |  |  |
| |                                                  |  |  |  |  |  |  |  |  |  |  |  |  |  |  |  |
| |                                                  |  |  |  |  |  |  |  |  |  |  |  |  |  |  |  |
| | 31. Marie de Luxembourg                          |  |  |  |  |  |  |  |  |  |  |  |  |  |  |  |
| |                                                  |  |  |  |  |  |  |  |  |  |  |  |  |  |  |  |
| |                                                  |  |  |  |  |  |  |  |  |  |  |  |  |  |  |  |

## Danh sách nguồn
- The Essayes of a Prentise in the Divine Art of Poesie, (also called Some Reulis and Cautelis), 1584
- His Majesties Poeticall Exercises at Vacant Houres, 1591
  - Lepanto, poem
- Daemonologie, 1597[64]
  - Newes from Scotland, 1591
- The True Law of Free Monarchies, 1598
- Basilikon Doron, 1599
- A Counterblaste to Tobacco, 1604[65]
- An Apologie for the Oath of Allegiance, 1608
- A Premonition to All Most Mightie Monarches, 1609